# Olimpijski pobjednik
Olimpijski pobjednik je u najvećem broju športova najveće dostignuće koje može postići neki športaš.
Još od starogrčkih vremena pobjednici na Olimpijskim igrama, od 776. pr. Kr., bili su slavljeni kao polubogovi. Njima u čast uklanjani su dijelovi gradskih bedema da bi, nakon pobjede na Igrama, mogli s pratnjom ući u grad. Obnavljanjem Olimpijskih Igara 1896. baruna Pierre de Coubertaina športaši ponovo streme tom najvišem naslovu u športu koji jamči mjesto u svim športskim analima i svojevrsnu besmrtnost.
O Olimpijskim pobjednicima:

## Prvi pobjednik antičkih Olimpijskih igara
Prvi zabilježeni Olimpijski pobjednik antičkih Igara bio je trkač Koroibos.

## Prvi pobjednik modernih Olimpijskih igara
Prvi Olimpijski pobjednik Igara modernog doba postao je 6. travnja 1896. američki atletičar James Brandon Connolly u troskoku – 13,71 m.

## Prva olimpijska pobjednica
Charlotte Cooper (Velika Britanija), tenis (pojedinačno), Pariz, 1900.

## Najstariji olimpijski pobjednik
Oscar Swahn (Švedska), streljaštvo (ekipno), Stockholm, 1912. – 64 godine i 258 dana. On je i apsolutno najstariji Olimpijski pobjednik uopće.

## Najstariji individualni olimpijski pobjednik
Joshua Millner (Velika Britanija), streljaštvo, London, 1908. – 61 godina i 4 dana.

## Najstarija olimpijska pobjednica
Queenie Newall (Velika Britanija), streličarstvo, London 1908. – 53 godine i 277 dana

## Najmlađi olimpijski pobjednik
Klaus Zerta (Njemačka), veslanje – četverac s kormilarom, Rim 1960. – 13 godina i 283 dana

## Najmlađi individualni olimpijski pobjednik
Kusuo Kitamura (Japan) – plivanje – 1500 m, Los Angeles 1932. – 14 godina i 309 dana 

## Najmlađa olimpijska pobjednica
Marjorie Gestring (SAD), skokovi u vodu, Berlin, 1936. – 13 godina i 268 dana. Ona je i apsolutno najmlađi olimpijski pobjednik uopće.
Zanimljvost: Na Igrama u Parizu 1900., nizozemski dvojac s kormilarom osvojio je zlatnu medalju. Prije utrke su zaključili da je njihov kormilar pretežak, pa su pozvali za kormilo jednog dječaka koji je stajao kraj staze i – pobijedili. Prije dodjele zlatne medalje dječak se izgubio u gomili i njegovo ime se nije nikada saznalo, a očevici su izjavili da je imao između 7 i 10 godina, pa bi on tako bio najmlađi Olimpijski pobjednik, ali...

## Olimpijski pobjednik i na ljetnim i na zimskim Igrama
Eddie Eagan (SAD) boks, 1920. i bob, ZOI 1932. On je jedini športaš kojemu je to uspjelo. 

## Olimpijski pobjednik u najduljem razdoblju
Aladár Gerevich (Mađarska), u razdoblju od 28 godina: 7 puta u mačevanju, 1932. – 1960.

## Olimpijska pobjednica u najduljem razdoblju
Birgit Fischer (Njemačka), u razdoblju od 24 godine: 8 puta u kajaku, 1980. – 2004.

## Olimpijski pobjednik na najviše Igara
Aladár Gerevich (Mađarska), mačevanje, na 6 Igara: 1932., 1936., 1948., 1952., 1956. i 1960.

## Olimpijska pobjednica na najviše Igara
Birgit Fischer (Njemačka), kajak, na 6 Igara: 1980., 1988., 1992., 1996., 2000. i 2004.
Diana Taurasi (SAD), košarka, na 6 Igara: 2004., 2008., 2012., 2016., 2020., 2024.

## Olimpijski pobjednik uzastopno u istoj disciplini na najviše Igara zaredom
Aladár Gerevich (Mađarska), sablja ekipno, 6 puta: 1932., 1936., 1948., 1952., 1956. i 1960.

## Olimpijska pobjednica uzastopno u istoj disciplini na najviše Igara zaredom
Kaori Icho, (Japan) hrvanje, 4 puta:  2008., 2012., 2016. i 2020.

## Olimpijski pobjednik uzastopno u pojedinačnoj disciplini na najviše Igara zaredom
Paul Elvstrøm (Danska), jedrenje, 4 puta: 1948., 1952., 1956. i 1960.
Al Oerter (SAD), atletika, 4 puta: 1956., 1960., 1964. i 1968.
Carl Lewis (SAD), atletika, 4 puta: 1984., 1988., 1992. i 1996.
Michael Phelps (SAD), plivanje, 4 puta: 2004., 2008.,  2012. i 2016.
Mijaín López (Kuba) hrvanje, 4 puta: 2008., 2012., 2016. i 2020.

## Olimpijska pobjednica uzastopno u pojedinačnoj disciplini na najviše Igara zaredom
Kaori Icho, (Japan) hrvanje, 4 puta:  2008., 2012., 2016. i 2020.

## Olimpijski pobjednik uzastopno u istoj pojedinačnoj disciplini na najviše Igara zaredom
Al Oerter (SAD), atletika, bacanje diska, 4 puta: 1956., 1960., 1964. i 1968.
Carl Lewis (SAD), atletika, skok u dalj, 4 puta: 1984., 1988., 1992. i 1996.
Michael Phelps (SAD), plivanje, 200 m mješovito, 4 puta: 2004., 2008.,  2012. i 2016.
Mijaín López (Kuba) hrvanje,  Grčko-Rimski stil 120/130 kg, 4 puta: 2008., 2012., 2016. i 2020.

## Olimpijska pobjednica uzastopno u istoj pojedinačnoj disciplini na najviše Igara zaredom
Kaori Icho, (Japan) slobodni stil 58/63 kg, 4 puta:  2008., 2012., 2016. i 2020.

## Olimpijski pobjednik s najviše pobjeda na jednim Igrama
Michael Phelps, (SAD), plivanje, 8 puta: 2008.

## Olimpijska pobjednica s najviše pobjeda na jednim Igrama
Kristin Otto, DDR, plivanje, 6 puta: 1988.

## Olimpijski pobjednik s najviše individualnih pobjeda na jednim Igrama
Eric Heiden, (SAD), brzo klizanje, 5 puta: ZOI 1980.
Vitaly Scherbo, (Bjelorusija), gimnastika, 5 puta: 1992.
Michael Phelps, (SAD), plivanje, 5 puta: 2008.

## Olimpijska pobjednica s najviše individualnih pobjeda na jednim Igrama
Věra Čáslavská, (Čehoslovačka), gimnastika, 4 puta: 1968.
Kristin Otto, DDR, plivanje, 4 puta: 1988.

## Olimpijski pobjednik s najviše individualnih pobjeda
Michael Phelps, (SAD), plivanje, 13 puta: 2004., 2008., 2012. i 2016.

## Olimpijska pobjednica s najviše individualnih pobjeda
Věra Čáslavská, (Čehoslovačka), gimnastika, 7 puta: 1964 i 1968.
i :

## Olimpijski pobjednik s ukupno najviše pobjeda
Michael Phelps, (SAD), plivanje,  23 puta: 2004., 2008., 2012. i 2016. On je ujedno i športaš s najviše olimpijskih pobjeda, uopće.

## Olimpijska pobjednica s ukupno najviše pobjeda
Larisa Latinjina, (SSSR), gimnastika, 9 puta: 1956., 1960. i 1964.